# Tommaso Porta

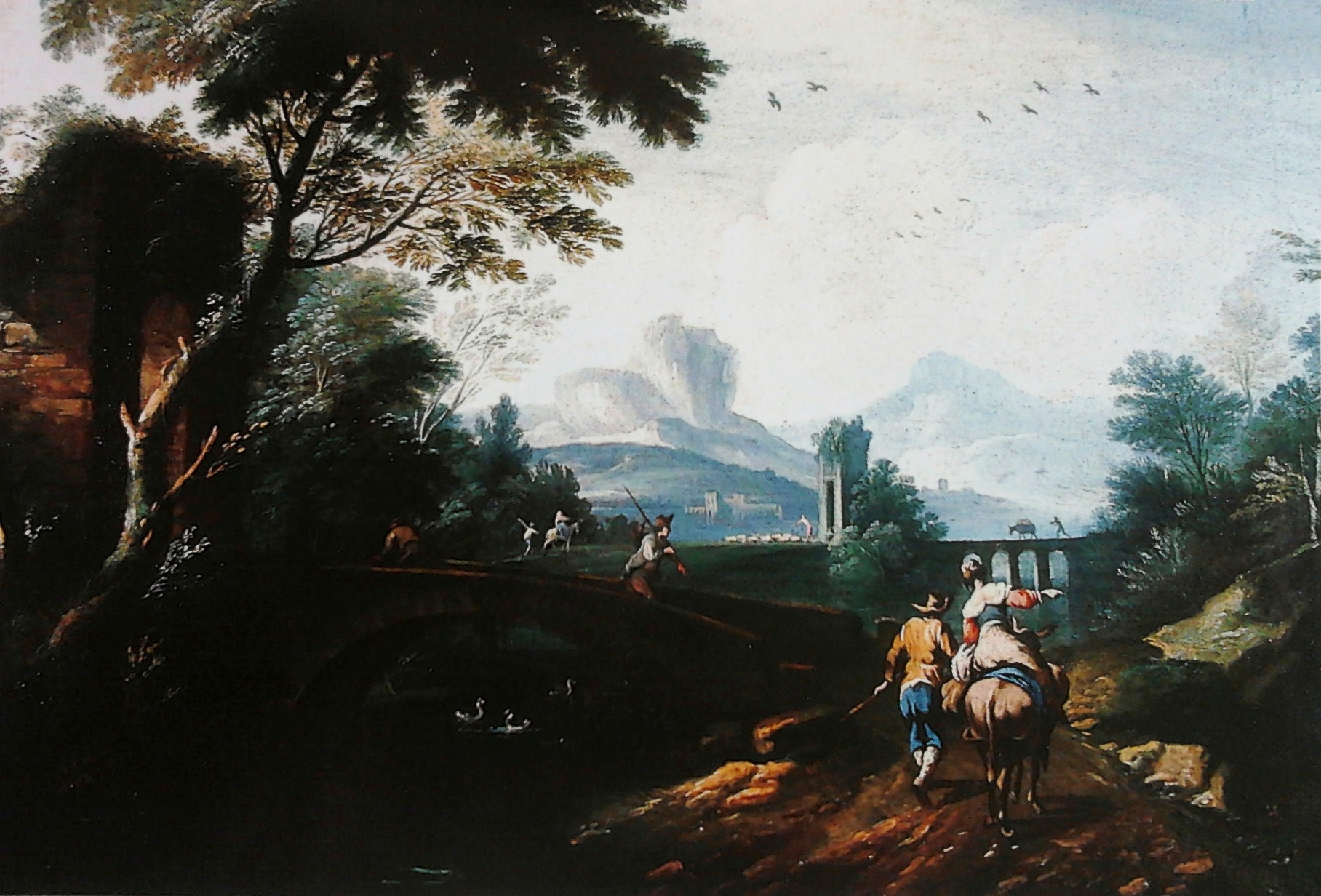
Tommaso Porta, Paesaggio con fiume

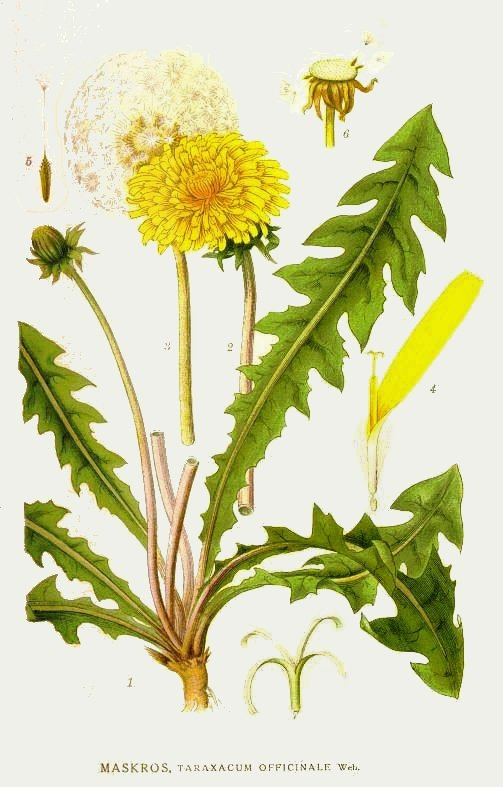
Taraxacum officinale

Tommaso Porta (Brescia, 1686 o 1689 – Verona, 30 aprile 1768) è stato un pittore italiano.

## Biografia
Allievo di Pieter Mulier detto il Tempesta (1637-1701), Tommaso Porta, detto anche il Bresciano, è stato un esponente di spicco del vedutismo veneto settecentesco. Sulle tracce, sull'esempio di Giuseppe Zais e di Sebastiano Ricci dipinse paesaggi arcadici, con colori luminosi, indugiando sui particolari come casolari turriti, armenti accompagnati da pastori da pastorelle e da viandanti, borghi e antichi edifici, contadini in sosta in riva a un lago, ponti lanciati attraverso piccoli fiumi, sullo sfondo azzurrino delle Prealpi. Ha ideato boschetti, con uomini che cacciano l'orso o che si divertono a giocare a palla. Oltre a dipinti ad olio, di medio e anche di grande formato, ha decorato ad affresco pareti e soffitti di settecentesche ville e palazzi veneti, tra cui la Villa Trissino Marzotto a Trissino, la Villa Pompei Carlotti ad Illasi, la Villa Pellegrini Marioni Pullè a Chievo e il Palazzo Serpini Salvetti Paletta Dai Pre a Verona. Tommaso Porta ebbe spesso a dipingere scene bibliche del Vecchio Testamento ora in Musei e Chiese .
Tommaso Porta si avvalse della collaborazione del figlio Andrea.